# Fritz-Albert Popp
Fritz-Albert Popp (* 11. Mai 1938 in Frankfurt am Main; † 4. August 2018 in Meerbusch) war ein deutscher Biophysiker, der sich seit den 1970er Jahren der Erforschung so genannter Biophotonen widmete. Seine Aussagen zur Entstehung der Biophotonen und ihrer angeblichen Funktion für ein hypothetisches, auf Licht basierendes zelluläres Informationssystem stoßen allerdings auf die Kritik der Wissenschaftsgemeinde und finden vor allem in Esoterikkreisen Resonanz.

## Biografie
Fritz-Albert Popp besuchte das Gymnasium Ernestinum in Coburg. Danach begann er ein Studium der Physik an den Universitäten in Göttingen und Würzburg. Er diplomierte in Experimentalphysik zum Thema Quantenmechanik. Seine Promotion absolvierte er in Theoretischer Physik an der Universität Mainz. An der Universität Marburg habilitierte er sich in Biophysik.

## Auszeichnungen
- Burkhard-Heim-Preis 2006 des Dachverbands Geistiges Heilen e. V.[3]

## Publikationen

### Bücher
- Biophotonen: Ein neuer Weg zur Lösung des Krebsproblems. Verlag für Medizin, Heidelberg 1976.
- mit Volkward E. Strauß: So könnte Krebs entstehen. Biophysikalische Zellforschung, Hoffnung für Millionen? DVA, Stuttgart 1977, ISBN 3-421-02706-4.
- Neue Horizonte in der Medizin. Haug, Heidelberg 1983.
- Biologie des Lichts: Grundlagen der ultraschwachen Zellstrahlung. Parey, Berlin 1984, ISBN 3-489-61734-7.
- Molekulare und biophysikalische Aspekte der Malignität. Verlag Grundlagen und Praxis, Leer 1985, ISBN 3-921229-17-0.
- Bericht an Bonn: Ergebnisse eines Forschungsauftrages zum Wirksamkeitsnachweis der Homöopathie. VGM, Essen 1986, ISBN 3-88699-012-5.
- Die Botschaft der Nahrung: Unsere Lebensmittel in neuer Sicht. Fischer Taschenbuch Verlag, Frankfurt am Main 1993, ISBN 3-596-11459-4.

### Zeitschriftenartikel
- F. A. Popp und K. H. Li: Hyberbolic Relaxation as a Sufficient Condition of a Fully Coherent Ergodic Field. In: International Journal of Theoretical Physics. Bd. 32 (1993), S. 1573–1583.
- F. A. Popp und Y. Yan: Delayed luminescence of biological systems in terms of coherent states. In: Physics Letters. Bd. A 293 (2002), S. 93–97.
- F. A. Popp, J. J. Chang, A. Herzog, Z. Yan und Y. Yan: Evidence of non-classical (squeezed) light in biological systems. In: Physics Letters. Bd. A 293 (2002), S. 98–102.